# مستحبات الصوم
مستحبات الصوم أو سنن الصوم هي المندوبات التي يستحب للصائم أن يأتي بها، ومشروعيتها إما؛ بنص يدل على استحبابها، أو: من مفهوم النص ومقتضاه، وتشمل: المستحبات المتعلقة بـصوم شهر رمضان، وغيره من أنواع الصوم، ومنها: تعجيل الإفطار أول الوقت، وأن يفطر على رطب وإن لم يجد أفطر على تمر وإلا فبشربة ماء، وتأخير السحور إلى قريب مطلع الفجر الثاني، وحفظ اللسان من اللغو والرفث، والدعاء عند الإفطار، وغير ذلك.

## الإفطار أول وقت المغرب
الإفطار عند انتهاء نهار الصوم ودخول أول الليل في أول جزء منه، هو بمثابة تحلل من الصوم طاعة لله ورسوله، ومن مستحبات الصوم أن يفطر الصائم عند أول وقت صلاة المغرب، ويحصل ولو بأقل ما يحصل به الإفطار كتمرة أو شربة ماء أو نحو ذلك، والمستحب للصائم أن يفطر على تمر، والأفضل منه الرطب، فإن لم يجد فعلى الماء، وذلك لما روى سلمان بن عامر قال: «قال رسول الله ﷺ: «إذا أفطر أحدكم فليفطر على تمر، فإن لم يجد فليفطر على ماء فإنه طهور»». «عن أنس قال: «كان رسول الله ﷺ يفطر قبل أن يصلي على رطبات فإن لم يكن رطبات فتميرات، فإن لم يكن تميرات حسا حسوات من ماء».

### ما يقال عند الإفطار
يستحب للصائم الدعاء عند الإفطار، ويقول عند إفطاره: «اللهم لك صمت وعلى رزقك أفطرت»؛ لما روى أبو هريرة قال: «كان رسول الله ﷺ إذا صام ثم أفطر قال:  "اللهم لك صمت وعلى رزقك أفطرت"». و«عن ابن عمر: كان النبي ﷺ إذا أفطر قال: ذهب الظمأ وابتلت العروق وثبت الأجر إن شاء الله تعالى.» وعن مروان يعني ابن سالم المقفع قال: رأيت ابن عمر يقبض على لحيته فيقطع ما زاد على الكف وقال: «كان رسول الله ﷺ إذا أفطر قال: "ذهب الظمأ وابتلت العروق، وثبت الأجر إن شاء الله"».

## ما يقوله الصائم عند الإفطار
يستحب للصائم عند الإفطار أن يكون في حال مناجاة الله تعالى بالدعاء والذكر، فمن المعتاد أن آخر نهار الصوم يكون موعدا للاستعداد للإفطار وتجهيزه، لكن لا ينبغي للصائم أن يهدر جميع وقته في الاشتغال بالمباحات، بل هكذا وهكذا، فيبدء بتجهيز ما يحتاجه قبل وقت المغرب بزمن يتمكن فيه من القيام بمهام أخرى، فيتوضئ ويغتسل ثم يقرأ ما تيسر له من القرآن الكريم، ويتفرغ للاشتغال بالله بالدعاء والمناجاة والابتهال، فيسأل من الله الجنة ويستعيذ به من النار، وأن يتقبل منه عمله، ويكثر من الدعاء والاستغفار، وفي الحديث: «عن عبد الله بن عمرو بن العاص رضي الله عنهما يقول: سمعت رسول الله صلى الله عليه وسلم يقول: «إن للصائم عند فطره دعوة، اللهم إني أسألك برحمتك التي وسعت كل شيء أن تغفر لي ذنوبي»».
ويستحب للصائم قبل الإفطار الإكثار من الدعاء، ويستحب له إذا أفطر أن يقول: «اللهم لك صمت وعلى رزقك أفطرت فتقبل مني إنك أنت السميع العليم»، وأن يقول أيضا: «ذهب الظمأ وابتلت العروق وثبت الأجر إن شاء الله»، فقد أخرج الحاكم والدارقطني وغيرهما: «عن مروان المقفع قال: رأيت ابن عمر يقبض على لحيته ويقطع ما زاد على الكف، قال: وكان رسول الله صلى الله عليه وسلم يقول إذا أفطر: "ذهب الظمأ، وابتلت العروق، وثبت الأجر إن شاء الله». وأخرجه الحاكم وقال: هذا حديث صحيح على شرط الشيخين، فقد احتجا بالحسين بن واقد ومروان بن المقنع. وأخرجه أبو داود، وعن ابن عباس قال: «كان النبي صلى الله عليه وسلم إذا أفطر قال: "اللهم لك صمنا وعلى رزقك أفطرنا، فتقبل منا إنك أنت السميع العليم"». وعن معاذ بن زهرة أنه بلغه أن النبي صلى الله عليه وسلم كان إذا أفطر قال اللهم لك صمت وعلى رزقك أفطرت.

### الدعاء عند الإفطار
يستحب أن يدعو الصائم عند فطره، قال النووي: وهذا لا خلاف في استحبابه للحديث، وفي كتاب ابن ماجه: «عن ابن عمرو بن العاص أن النبي ﷺ قال: «إن للصائم عند فطره دعوة ما ترد» وكان ابن عمرو إذا أفطر يقول: «اللهم برحمتك التي وسعت كل شيء اغفر لي»».

### إفطار الصائم
يستحب أن يفطر الصائم في وقت الإفطار ولو بشيء يسير؛ لما روى زيد بن خالد الجهني: «أن النبي ﷺ قال: "من فطر صائما فله مثل أجره، ولا ينقص من أجر الصائم شيء"». ويحصل بما يفطر به الصائم ولو على تمرة أو شربة ماء أو لبن إن لم يقدر على عشائه. قال الماوردي: "إن بعض الصحابة قال: يا رسول الله، ليس كلنا يجد ما يفطر الصائم، فقال رسول الله صلى الله عليه وسلم: يعطي الله تعالى هذا الثواب من فطر صائما على تمرة أو شربة ماء أو مذقة لبن.

## تعجيل الإفطار
من مستحبات الصوم تعجيل الفطر عند بداية دخول وقت صلاة المغرب، أي: أنه يستحب للصائم المبادرة بالإفطار في أول الوقت ولا يؤخره، ويدل عليه من السنة حديث: «عن سهل بن سعد أن رسول الله ﷺ قال: «لا يزال الناس بخير ما عجلوا الفطر»». قال ابن حجر: قال ابن عبد البر: أحاديث تعجيل الإفطار وتأخير السحور صحاح متواترة. وعند عبد الرزاق وغيره بإسناد صحيح عن عمرو بن ميمون الأودي قال: "كان أصحاب محمد ﷺ أسرع الناس إفطارا وأبطأهم سحورا"».
عن «عاصم بن عمر بن الخطاب عن أبيه رضي الله عنه قال قال رسول الله ﷺ: "إذا أقبل الليل من ها هنا، وأدبر النهار من ها هنا، وغربت الشمس فقد أفطر الصائم"». أي: دخل وقت الفطر.
«عبد الله بن أبي أوفى رضي الله عنه قال سرنا مع رسول الله ﷺ وهو صائم، فلما غربت الشمس قال: «انزل فاجدح لنا»، قال: يا رسول الله لو أمسيت قال: «انزل فاجدح لنا»، قال يا رسول الله إن عليك نهارا قال: «انزل فاجدح لنا»، فنزل فجدح ثم قال: «إذا رأيتم الليل أقبل من ها هنا فقد أفطر الصائم»، وأشار بإصبعه قبل المشرق».

### وقت الإفطار
يدخل وقت الإفطار بانتهاء النهار وبداية دخول أول جزء من الليل، وهو أول وقت صلاة المغرب، ويكون ذلك بغروب الشمس، ومن كان وراء أبنية الجبال ولم يشاهد الغروب؛ فيدخل الوقت بغروب شمس أقرب الأمكنة إليه ويكون بإقبال ظلمة الليل وذهاب ضوء النهار،
يدخل وقت صلاة المغرب بغروب الشمس؛ لحديث:
«عن سلمة بن الأكوع، أن رسول الله ﷺ كان يصلي المغرب إذا غربت الشمس وتوارت بالحجاب». قال الشوكاني: «والحديث يدل على أن وقت المغرب يدخل عند غروب الشمس، وهو مجمع عليه، وأن المسارعة بالصلاة في أول وقتها مشروعة». وقد اتفق العلماء على أن أول وقت صلاة المغرب: غروب الشمس، ووقع الخلاف في العلامة التي يعرف بها الغروب.
ذكر الشوكاني أن وقت صلاة المغرب يدخل بغروب الشمس بالإجماع، وإنما وقع الخلاف في العلامة الدالة على ذلك على ثلاثة أقول فقيل: بسقوط قرص الشمس بكماله، وهذا إنما يتم في الصحراء، وأما في العمران فلا.
وقيل: برؤية الكوكب الليلي، وبه قالت القاسمية، واحتجوا بقوله: «حتى يطلع الشاهد» النجم. أخرجه مسلم والنسائي من حديث أبي بصرة.
وقيل: بل بالإظلام، وإليه ذهب زيد بن علي وأبو حنيفة والشافعي وأحمد بن عيسى وعبد الله بن موسى والإمام يحيى. واستدلوا بحديث: «إذا أقبل الليل من ههنا وأدبر النهار من ههنا فقد أفطر الصائم»، ولما في حديث جبريل من رواية ابن عباس بلفظ: «فصلى بي حين وجبت الشمس وأفطر الصائم»، ولحديث الباب وغير ذلك. وأجاب صاحب البحر عن هذه الأدلة بأنها مطلقة، وحديث «حتى يطلع الشاهد» مقيد، ورد بأنه ليس من المطلق والمقيد أن يكون طلوع الشاهد أحد أمارات غروب الشمس، على أنه قد قيل: إن قوله والشاهد النجم مدرج فإن صح ذلك لم يبعد أن يكون المراد بالشاهد ظلمة الليل ويؤيد ذلك حديث السائب بن يزيد عند أحمد والطبراني مرفوعا بلفظ: «لا تزال أمتي على الفطرة ما صلوا المغرب قبل طلوع النجم». وحديث أبي أيوب مرفوعا: «بادروا بصلاة المغرب قبل طلوع النجم». وحديث أنس ورافع بن خديج قال: «كنا نصلي مع النبي ﷺ ثم نرمي فيرى أحدنا موقع نبله». انتهى كلام الشوكاني ملخصا.
ويستحب تعجيل صلاة المغرب لأول وقتها؛ لحديث: «وعن عقبة بن عامر أن النبي ﷺ قال: "لا تزال أمتي بخير، أو: على الفطرة، ما لم يؤخروا المغرب حتى تشتبك النجوم"». وعند ابن ماجه والحاكم وابن خزيمة في صحيحه بلفظ: «لا تزال أمتي على الفطرة ما لم يؤخروا المغرب حتى تشتبك النجوم». قال الشوكاني: «والحديث يدل على استحباب المبادرة بصلاة المغرب وكراهة تأخيرها إلى اشتباك النجوم، وقد عكست الروافض القضية فجعلت تأخير صلاة المغرب إلى اشتباك النجوم مستحبا؛ والحديث يرده». وقال أيضا: «قال النووي في شرح مسلم: إن تعجيل المغرب عقيب غروب الشمس مجمع عليه، قال: وقد حكي عن الشيعة فيه شيء لا التفات إليه ولا أصل له، وأما الأحاديث الواردة في تأخير المغرب إلى قرب سقوط الشفق فكانت لبيان جواز التأخير، وقد سبق إيضاح ذلك؛ لأنها كانت جوابا للسائل عن الوقت، وأحاديث التعجيل المذكورة في هذا الباب وغيره إخبار عن عادة رسول الله ﷺ المتكررة التي واظب عليها إلا لعذر فالاعتماد عليها».

## السحور
السحور -بفتح السين- بمعنى: المأكول كالخبز وغيره، أو بمعنى: الوجبة التي يتناولها الصائم فيما قبل طلوع الفجر الثاني، أو -بضم السين- هو الفعل والمصدر، وهو من مستحبات الصوم، وسبب البركة التي تعود على الصائم، وفيه تقويته الصائم على الصوم وتنشيطه له وفرحه به وتهوينه عليه، وذلك سبب لكثرة الصوم.
وقد وردت أحاديث كثيرة تدل على استحباب السحور والترغيب فيه، وأن يتسحر مريد الصوم حتى ولو بجرعة من ماء، تشبها بالآكلين، وفي الصحيحين: «عن أنس قال: قال رسول الله ﷺ: "تسحروا فإن في السحور بركة"». وفي صحيح مسلم: «عن عمرو بن العاص رضي الله عنه، قال: قال رسول الله ﷺ:"إن فصل ما بين صيامنا وصيام أهل الكتاب أكلة السحر"». و«عن أبي سعيد قال: قال رسول الله ﷺ: "السحور أكله بركة، فلا تدعوه، ولو أن أحدكم يجرع جرعة من ماء، فإن الله وملائكته يصلون على المتسحرين"».
قال النووي: فاتفق أصحابنا وغيرهم من العلماء على أن السحور سنة، وأن تأخيره أفضل، وعلى أن تعجيل الفطر سنة بعد تحقق غروب الشمس، ودليل ذلك كله الأحاديث الصحيحة؛ ولأن فيهما إعانة على الصوم، ولأن فيهما مخالفة للكفار، ففي صحيح مسلم: عن عمرو بن العاص: أن رسول الله ﷺ قال: «فصل ما بين صيامنا وصيام أهل الكتاب أكلة السحر». وأكلة السحر بفتح الهمزة هي السحور؛ ولأن محل الصوم هو النهار فلا معنى لتأخير الفطر والامتناع من السحور في آخر الليل؛ ولأن بغروب الشمس صار مفطرا فلا فائدة في تأخير الفطر. 
ووقت السحور بين نصف الليل وطلوع الفجر، ويستحب تأخير السحور إلى قريب طلوع الفجر الثاني، ويحصل السحور بكثير المأكول وقليله، ويحصل بالماء أيضا، ففي مسند أحمد: «عن أبي سعيد قال: قال رسول الله ﷺ: "السحور أكله بركة، فلا تدعوه، ولو أن أحدكم يجرع جرعة من ماء، فإن الله وملائكته يصلون على المتسحرين"».

## تأخير السحور
يستحب تأخير السحور إلى قريب انفجار الفجر الثاني، وذلك هو الأفضل، وفي الحديث: «عن أبي ذر قال: قال رسول الله ﷺ: "لا تزال أمتي بخير ما عجلوا الإفطار وأخروا السحور"». يدل الحديث على أنه يستحب للصائم التسحر، أي: أن يتناول أكلة السحر، وتسمى: الغداء المبارك، وينتهي وقته بدخول وقت صلاة الفجر، ويستحب تأخير السحور إلى ما قبل وقت صلاة الفجر؛ لأن ذلك هو الأبلغ في حصول المقصود منه، وفي الصحيحين: «عن أنس عن زيد بن ثابت رضي الله عنه قال: تسحرنا مع النبي ﷺ ثم قام إلى الصلاة». كما أن وقت السحور يمتد إلى ما قبل بداية وقت الإمساك، بدخول وقت صلاة الفجر، لكن الفصل بين التسحر وبين الصلاة بفاصل يسير، هو الأفضل ليتسنى للصائم الاستعداد للصلاة، وليكون له من ذلك الوقت تناول الشراب، والذكر والاستغفار وقراءة القرآن، وقد سئل أنس: زيد ابن ثابت عن مقدار الوقت الذي كان ما بين انتهاء أكل السحور، وبين ابتداء أول وقت الشروع في الصلاة، فقال له زيد بن ثابت: «قدر خمسين آية» كما جاء ذلك في الحديث: «عن أنس عن زيد بن ثابت رضي الله عنه قال: تسحرنا مع النبي ﷺ ثم قام إلى الصلاة قلت: كم كان بين الأذان والسحور؟ قال: قدر خمسين آية». فقول زيد ابن ثابت: «قدر خمسين آية» أي: متوسطة لا طويلة ولا قصيرة لا سريعة ولا بطيئة، وهو تقدير الوقت في تلك الحال، وذلك لتقريب مقدار الوقت، قال المهلب وغيره: فيه تقدير الأوقات بأعمال البدن، وكانت العرب تقدر الأوقات بالأعمال كقوله: قدر حلب شاة، وقدر نحر جزور، فعدل زيد بن ثابت عن ذلك إلى التقدير بالقراءة؛ إشارة إلى أن ذلك الوقت كان وقت العبادة بالتلاوة. وقال ابن أبي جمرة: فيه إشارة إلى أن أوقاتهم كانت مستغرقة بالعبادة.
قال ابن حجر: «قال ابن أبي جمرة: كان ﷺ ينظر ما هو الأرفق بأمته فيفعله؛ لأنه لو لم يتسحر لاتبعوه فيشق على بعضهم، ولو تسحر في جوف الليل لشق أيضا على بعضهم ممن يغلب عليه النوم فقد يفضي إلى ترك الصبح أو يحتاج إلى المجاهدة بالسهر. وقال فيه أيضا تقوية على الصيام لعموم الاحتياج إلى الطعام ولو ترك لشق على بعضهم ولا سيما من كان صفراويا فقد يغشى عليه فيفضي إلى الإفطار في رمضان. قال: وفي الحديث تأنيس الفاضل أصحابه بالمؤاكلة، وجواز المشي بالليل للحاجة؛ لأن زيد بن ثابت ما كان يبيت مع النبي ﷺ. وفيه الاجتماع على السحور، وفيه حسن الأدب في العبارة لقوله: "تسحرنا مع رسول الله ﷺ" ولم يقل نحن ورسول الله ﷺ لما يشعر لفظ المعية بالتبعية».
والفصل بين آخر وقت التسحر وبين وقت صلاة الفجر بقدر خمسين آية هو الأفضل؛ لخبر الصحيحن، أما آخر وقت السحور فيمتد إلى طلوع الفجر الثاني؛ كما يدل على ذلك حديث: «إن بلالا يؤذن بليل، فكلوا واشربوا حتى يؤذن ابن أم مكتوم». وحديث: «لا يمنعكم سحوركم أذان بلال». وقد ورد في الصحيحين من حديث القاسم: «عن عائشة: أن رسول الله ﷺ قال: "لا يمنعكم أذان بلال عن سحوركم، فإنه ينادي بليل، فكلوا واشربوا حتى تسمعوا أذان ابن أم مكتوم، فإنه لا يؤذن حتى يطلع الفجر"». لفظ البخاري وعن حماد، عن إبراهيم، قال: «السحور بليل، والوتر بليل». و«عن سهل بن سعد رضي الله عنه قال: كنت أتسحر في أهلي ثم تكون سرعتي أن أدرك السجود مع رسول الله ﷺ». وعن بلال قال: «أتيت النبي ﷺ أؤذنه بالصلاة وهو يريد الصوم، فدعا بإناء فشرب، ثم ناولني فشربت، ثم خرج إلى الصلاة». وعن عامر بن مطر، قال: «أتيت عبد الله بن مسعود في داره، فأخرج فضلا من سحوره، فأكلنا معه، ثم أقيمت الصلاة فخرجنا فصلينا». وعن سالم مولى أبي حذيفة قال: «كنت أنا وأبو بكر الصديق فوق سطح واحد في رمضان، فأتيت ذات ليلة فقلت: ألا تأكل يا خليفة رسول الله صلى الله عليه وسلم؟ فأومأ بيده أن كف، ثم أتيته مرة أخرى، فقلت له: ألا تأكل يا خليفة رسول الله؟ فأومأ بيده أن كف. ثم أتيته مرة أخرى، فقلت: ألا تأكل يا خليفة رسول الله؟ فنظر إلى الفجر ثم أومأ بيده أن كف. ثم أتيته فقلت: ألا تأكل يا خليفة رسول الله؟ قال: هات غداءك، قال: فأتيته به فأكل ثم صلى ركعتين، ثم قام إلى الصلاة».
الفصل بين السحور وبين صلاة الفجر هو الأفضل. ويدل على ذلك ما رواه أنس عن معاذ ابن جبل في الصحيحين أنه: «قدر خمسين آية»، لكن وردت روايات أخرى تدل على جواز تمديد وقت السحور إلى آخر وقته، 
قال ابن حجر في رواية أنس عن معاذ: «وقال الطبري: فيه دلالة على أن الفراغ من السحور كان قبل طلوع الفجر، فهو معارض لقول حذيفة «هو النهار إلا أن الشمس لم تطلع». انتهى. والجواب: أن لا معارضة بل تحمل على اختلاف الحال، فليس في رواية واحد منهما ما يشعر بالمواظبة، فتكون قصة حذيفة سابقة، وكونه من مسند زيد بن ثابت أو من مسند أنس». «عن عاصم عن زر عن حذيفة قال: كان النبي صلى الله عليه وسلم يتسحر وما أرى مواقع النبل. قال: قلت: أبعد الصبح؟ قال: هو الصبح إلا أنه لم تطلع الشمس». قال ابن كثير: «وهو حديث تفرد به عاصم بن أبي النجود، قاله النسائي، وحمله على أن المراد قرب النهار، كما قال تعالى: ﴿فإذا بلغن أجلهن فأمسكوهن بمعروف أو فارقوهن بمعروف﴾. أي: قاربن انقضاء العدة، فإما إمساك أو ترك للفراق، وهذا الذي قاله هو المتعين حمل الحديث عليه: أنهم تسحروا ولم يتيقنوا طلوع الفجر، حتى أن بعضهم ظن طلوعه وبعضهم لم يتحقق ذلك». وحكى أبو جعفر بن جرير في تفسيره، عن بعضهم: أنه إنما يجب الإمساك من طلوع الشمس كما يجوز الإفطار بغروبها. قلت: «وهذا القول ما أظن أحدا من أهل العلم يستقر له قدم عليه، لمخالفته نص القرآن في قوله: ﴿وكلوا واشربوا حتى يتبين لكم الخيط الأبيض من الخيط الأسود من الفجر ثم أتموا الصيام إلى الليل﴾».